# 앤드류 다이스 클레이

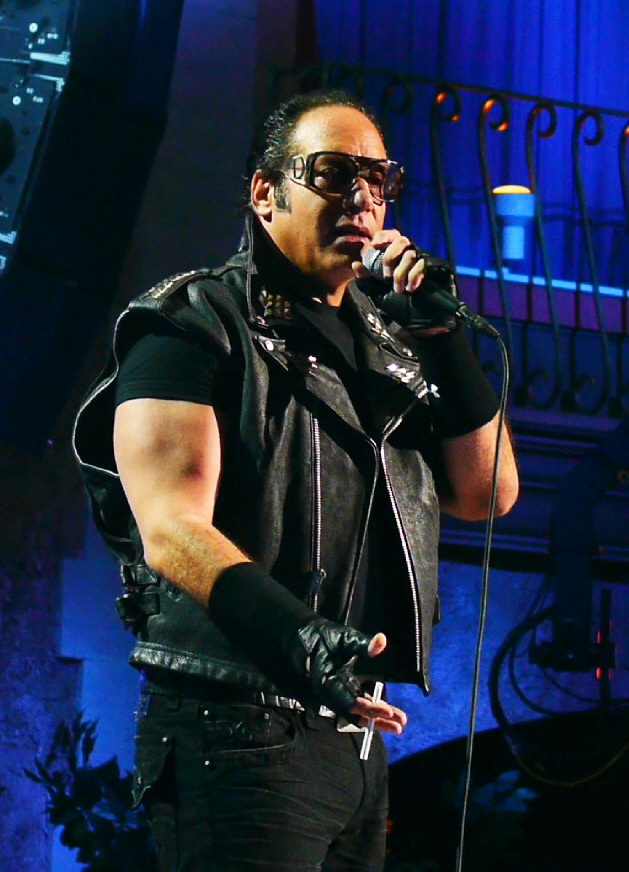

앤드류 다이스 클레이(Andrew Clay Silverstein, 1957년 9월 29일 ~ )는 미국의 희극인, 배우, 작가이다.
뉴욕에서 태어났다.

## 출연 작품
- 스타 이즈 본 (2018년) - 로렌조 역
- 블루 재스민 (2013년) - 오지 역
- 디 어프렌티스 (2004년) - 본인 역
- 맥쿨에서의 하룻밤 (2001년)
- 나의 다섯 아내 (2000년)
- 포인트 둠 (2000년)
- Foolish (1999)
- 노 콘테스트 (1994년)
- 브레인 스매셔 (1993년)
- 주사위 게임 (1991년)
- 로큰롤 탐정 포드 (1990년)
- 노딘 고즈 라이트 (1988년)
- 첫경험 (1988년) - 비니 역
- 핑크빛 연인 (1986년)
- 해변의 사생활 (1985년)
- 나이트 패트롤 (1984년)
- 메이킹 더 그레이드 (1984년)
- 마지막 남은 처녀 (1981년)
- 신나는 개구쟁이 (1978년)

### 텔레비전
- 햅 앤 레너드 시즌3
- 다이스
- 안투라지 시즌8